# Lijst van Albanese autosnelwegen

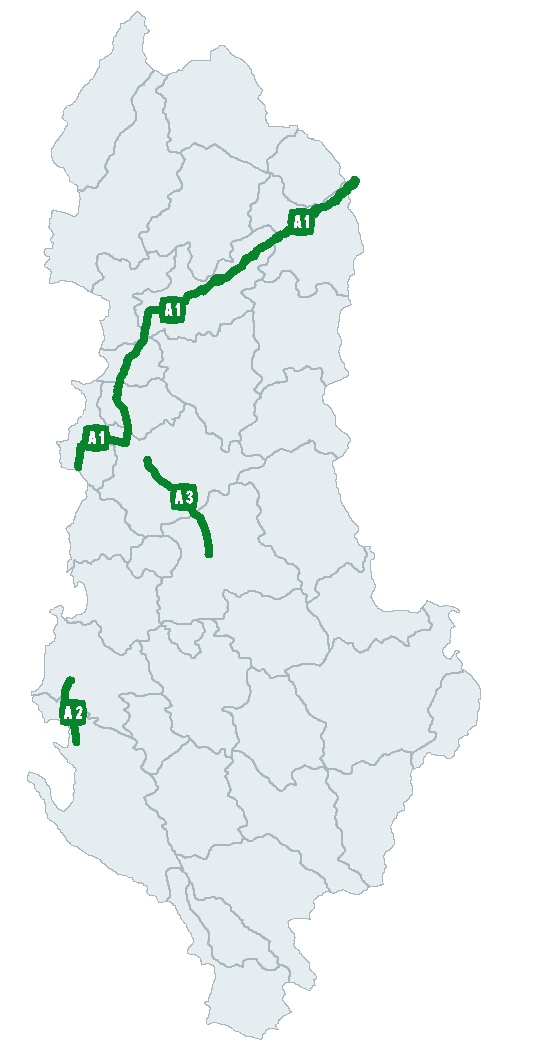
Bestaand netwerk van snelwegen in 2015 (niet overal voorzien van vier rijstroken)

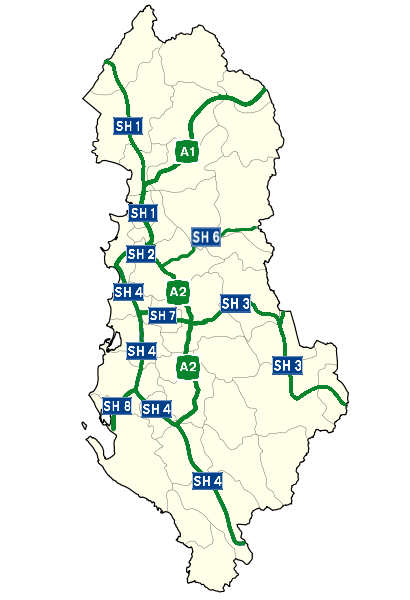
Hoofdwegen in Albanië

In Albanië zijn er drie snelwegen. Een snelweg heet een autostrada. De maximumsnelheid is 110 kilometer per uur.

## Autosnelwegen
Er zijn op dit moment drie snelwegen.
| Nummer | Snelweg |
| ------ | ------- |
|        | A1      |
|        | A2      |
|        | A3      |